# IT-prisen
IT Prisen er en pris, der bliver uddelt af brancheorganisationen IT-Branchen i samarbejde med Computerworld. Den tildeles til en person, der på "særlig fremragende vis sætter fokus på den danske IT-branche".[kilde mangler]
Kriterierne for at få prisen er ifølge IT-Branchen, at vedkommende gennem "idéskabelse, drift af forretning eller offentligt hverv bidrager til en positiv udvikling af IT-branchen eller dens virksomheder."[kilde mangler]
Priskomitéen består af vinderne fra de to forrige år, Computerworld og IT-Branchen.[kilde mangler] Prisen uddeles ved IT-Branchens årsmøde.

## Modtagere
- 1991: Michael Mathiesen, stifter 2M Invest.
- 1992: Claus Erik Christoffersen, Ole Lading, Knud Arne Nielsen, Tom Hertz (stiftere af Dansk Data Elektronik A/S).
- 1993: Lars Kolind, adm. dir. Oticon.
- 1994: Jesper Balser, stifter af Navision.
- 1995: Frank Jensen, it- og forskningsminister.
- 1996: Mads Bryde Andersen, professor, dr. jur., Københavns Universitet.
- 1997: Erik og Preben Damgaard, stiftere af Damgaard Data.
- 1998: Hermann Weidemann, kommunaldirektør Næstved Kommune.
- 1999: Allan Fischer-Madsen, adm. dir. Devoteam Fischer & Lorenz.
- 2000: blev ikke udddelt
- 2001: Kim Østrup, underdirektør IBM
- 2002: Mads Tofte, direktør IT-højskolen.
- 2003: blev ikke udddelt
- 2004: Jakob Lyngsø, adm. direktør, IT-Branchen
- 2005: Peter Wilmar Christensen, Martin Manniche og Anne Marie Cramer, Kiss Technologies
- 2006: Janus Friis, medstifter af Skype
- 2007: Ib Kunøe, stifter og adm. direktør, Consolidated Holdings
- 2008: Thorkil Sonne, stifter, Specialisterne ApS
- 2009: Dorte Toft, journalist og blogger
- 2010: Erik Bonnerup, formand for Højhastighedskomitéen
- 2011: Thomas Madsen-Mygdal, it-iværksætter
- 2012: Lars Frelle-Petersen, digtitaliseringsstrateg, direktør for Digitaliseringsstyrelsen
- 2013: Michael Seifert, CEO, Sitecore
- 2014: Anders Hejlsberg, softwareprogrammør
- 2015: Unity Technologies, spiludvikling[1]
- 2016: Mette Lykke, adm. direktør, Endomondo[2]
- 2017: Martin Exner, medstifter af Coding Pirates
- 2018: Morten Primdahl, Mikkel Svane og Alexander Aghassipour, stiftere af Zendesk[3]
- 2019: Henrik Føhns, vært på Techtopia og tidligere vært på bl.a. Harddisken.[4]
- 2020: Camilla Ley Valentin (en), medstifter & CCO på Queue-it (en).[5][6]
- 2021: Margrethe Vestager, Executive Vice President, EU-Kommissionen.[5][7]
- 2022: Kasper Hultin, iværksætter og stifter af bl.a. Podio, Peakon og Normative.[8]
- 2023: David Heinemeier Hansson, programmør, investor, forfatter og racerkører.[9]
- 2024: Michael Holm, stifter af Systematic.[10]